# Slow Dance
"Slow Dance" är en låt av Alonzo Levister skriven 1956. "Slow Dance" är också en låt av den amerikanska sångerskan Keri Hilson. Hon skrev den tillsammans med sångaren Justin Timberlake när hon var gäst på den brittiska omgången av Timberlakes turné, FutureSex/LoveShow. Låten skrevs även av Johnkenum D. Spivery och producenterna The Royal Court och Jim Beanz. "Slow Dance" släpptes som den femte singeln från Hilsons debutalbum, In a Perfect World... Låten avger en psykedelisk vibb och jämfördes av kritiker med Princes ballader från 1980-talet och Ciaras långsamma låtar. Kritiker gav låten positiva recensioner och komplimenterade dess musikala bakgrund och sårbara text.
Hilson framförde låten för första gången för sin producent och mentor Polow da Don på lanseringsfesten för hans skivbolag Zone 4 i juli 2007. Senare framförde hon den som marknadsföring när den släpptes som en singel från In a Perfect World... Låten var mindre framgångsrik i USA och nådde nummer fyrtionio på listan Hot R&B/Hip-Hop Songs. Två musikvideor för låten spelades in och den andra, som var regisserad av Chris Robinson, valdes som den officiella. Videon visar Hilson när hon gör sig redo och njuter på en fest. I videon medverkar bland annat Monica, Chris Brown, Omarion och Melody Thornton. 2009 framförde Hilson låten på Soul Train Music Awards.

## Bakgrund
Hilson skrev "Slow Dance" med den amerikanska artisten Justin Timberlake, samt Johnkenum D. Spivery, The Royal Court och Jim Beanz. Enligt Hilson började hon arbeta med låten med Timberlake när hon var på turné med honom för FutureSex/LoveSounds 2006, men sa att det var fortfarande inofficiellt då, eftersom budgetarna inte hade öppnats för henne vid den tiden. Hilson framförde låten för första gången för sin producent och mentor Jamal "Polow da Don" Jones på lanseringsfesten för hans nya Interscope-distribuerade skivbolag Zone 4 i Atlanta i juli 2007. I en intervju med Digital Spy sa Hilson att Timbaland först gillade låten skarpt och ville att den skulle bli en singel, men när det var på väg att hända ångrade han sig. Dock beslöt han sig för att släppa singeln till slut. Låten släpptes till urban radio den 21 juli 2009.

## Komposition och mottagande
"Slow Dance" är en R&B-låt i ett långsamt tempo. Den har en gitarrfylld bakgrund med syntar och texten reflekterar en fysisk attraktion i ett förhållande. Låten har jämförts med Ciaras låt "Promise" och Princes ballader från 1980-talet. Kritiker ansåg att "Slow Dance" var gnistrande och psykedelisk. En recensent från Spike kallade den en digital vaggvisa. Mikael Wood från The Los Angeles Times sa att låten var oklanderligt arrangerad och han kallade låttexten en extas av lust. Quentin B. Huff från Popmatters skrev att låtar som "Slow Dance" på In a Perfect World... tenderar att ge bättre matchningar mellan sången och musiken, eftersom bakgrunden håller det simpelt och texterna faller inte alltid i slang och oavsiktlig ironi. Jon Caramanica från The New York Times tyckte att låten var utmärkt och utnämnde den till albumets höjdpunkt. Sophie Bruce från BBC Music sa att låten var fylld av potential, men att den blev sämre grund av dess beatboxing. Sal Cinquemani från Slant Magazine kallade albumets långsamma låtar ett problem och sa att låten var smidig och inget mer än en kopia av Ciaras "Promise".

## Musikvideo
Den första musikvideon regisserades av Paul Hunter, som är känd för att ha gjort videor till Michael Jackson och TLC. Av en okänd anledning skrotades videon och Hilson spelade in en ny med Chris Robinson, regisserade Hilsons video till "Knock You Down" och "Number One". Robinson sa till Rap-Up att "Keri Hilson har en underbar personlighet och är en riktig tjej. Det är det vi vill få ut." Han talade också om videons handling och att Hilson spelar en kvinna som inte tar sig själv på allvar. Han sa,
"Det är en riktigt sexig låt, men vi vill inte falla i den typiska kärlek, kärlek, kärlek, R&B-vibb med det... Det börjar där du tänker: "Åh, det [handlar] om henne och att vara sexig." Hon är i sitt hus och själv, och du tror ungefär att det kan bli allvarligt, men låten faller ut i mitten och hennes kompisar fångar henne när hon är sexig, i princip som ‘Vad f*n  [sic] gör du? Du sjunger inte den här själv.’"
I en intervju med That Grape Juice blev Hilson frågad om videon och hur sensuell den är i jämförelse med liveframträdandena. Hon sa,
"Ja, det är lite av det, men det är lite nedtonad för videon, för man får så mycket censurering. Jag kan inte göra allt jag gör på scen (skrattar). Så när folk kommer ut kommer de troligen att bli lite överraskade när de ser den live, efter att ha sett videon. Jag älskar färgerna och att den påminner om hela sena 70-talet-tidigt 80-tal-eran musikalt."
Chris Brown, Omarion, Monica, Melody Thornton och Polow da Don medverkar i videon. Videon börjar med att Hilson anländer för sent till en Jeep med de tidigare angivna personerna. Videon klipper tillbaka till vad som hände tidigare under kvällen och visar Hilson när hon gör sig redo, väljer parfym och plockar ut kläder. Scener av Hilson framför en läder-liknande vägg blandas in när hon och vännerna åker ner en boulevard till klubben. När hon anländer till klubben attraheras hon av en viss man. Hon utför därefter en avancerad och sensuell koreografi med honom och andra dansare. De börjar sedan med 'slow dancing'. Vibe skrev om videon; "Keri Hilson är fin som vin. Ni vet det. Vi vet det. Och hon vet det. Men för de som tvekar, bevisar hon det ännu en gång i denna förföriska video from In A Perfect World." En skribent från Rap-Up sa att Hilson "tar det lugnt och fint i videon till 'Slow Dance." Videon rankades som nummer 80 på en nedräkning över de hundra bästa musikvideorna under 2009 av kanalen BET.

## Liveframträdanden
Bortsett från att ha framförd låten på lanseringsfesten för Zone 4, framförde Hilson låten på Late Night with Jimmy Fallon den 17 september 2009 tillsammans med The Roots. 2009 framförde hon den som en del i en medley på Soul Train Music Awards.

## Medverkade
- Text och musik - Keri Hilson, Justin Timberlake, James Washington, Johnkenum D. Spivery, Jerome Harmon, Solomon Logan
- Produktion - The Royal Court
- Inspelning och mixning - Marcella Araica
- Röstarrangemang och röstproduktion - Keri Hilson, Jim Beanz

Källa

## Topplistor
| Topplista (2009)          | Högsta position |
| ------------------------- | --------------- |
| USA Hot R&B/Hip-Hop Songs | 49              |